# IC 2990
IC 2990 ist eine Spiralgalaxie vom Hubble-Typ S im Sternbild Jungfrau nördlich der Ekliptik. Sie ist schätzungsweise 300 Millionen Lichtjahre von der Milchstraße entfernt.
Das Objekt am 7. Mai 1904 von Royal Harwood Frost entdeckt.